# Edward Neal Peters
Edward Neal Peters (* 1957) je americký římskokatolický kanonista, působí jako referent Apoštolské signatury (poradce/konzultant nejvyššího tribunálu Svatého stolce), je profesorem kanonického práva v Sacred Heart Major Seminary arcidiecéze Detroit.

## Původ a vzdělání
Narodil se v roce 1957 a vyrůstal v St. Louis ve státě Missouri, kde v letech 1970–1975 navštěvoval Chaminade College Preparatory School. Navštěvoval Saint Louis University, obor politické vědy, kterou absolvoval v roce 1979. V roce 1982 získal titul Juris Doctor na University of Missouri-Columbia School of Law, během třetího ročníku působil jako asistent v programu Legal Research and Writing Program pro Tate Hall. Po ukončení studia byl Peters přijat do Missourské advokátní komory.

## Profesní kariéra
V roce 1988 Peters získal titul licenciáta kanonického práva na Catholic University of America School of Canon Law a byl jmenován Quastenovým stipendistou pro doktorandské studium na této fakultě.V roce 1990 dokončil doktorandské studium a v srpnu 1991 obhájil doktorskou disertační práci na téma Trestní právo procesní v Kodexu kanonického práva z roku 1983.
Během následujících dvanácti let Peters působil jako ředitel Úřadu pro kanonické záležitosti, vicekancléř a kancléř, defensor vinculi a kolegiální soudce diecézních a odvolacích tribunálů pro diecéze Duluth a San Diego. Od května 2001 Peters vyučoval na (Graduate) Institute for Pastoral Theology v Ann Arbor ve státě Michigan. V roce 2005 byl jmenován na katedru kanonického práva kardinála Szoka ve Velkém semináři Nejsvětějšího srdce (Sacred Heart Major Seminary) v Detroitu. V roce 2010 byl papežem Benediktem XVI. jmenován referentem Nejvyššího tribunálu Apoštolské signatury, konzultantem, a stal se tak prvním laikem jmenovaným do této funkce od obnovení signatury na počátku 20. století.
Jeho webové stránky CanonLaw.info jsou největšími kanonickoprávními stránkami na světě a jeho kanonickoprávnímu blogu „Ve světle práva“ (In the Light of the Law) věnuje pozornost řada náboženských i světských zpravodajských médií.

## Dílo
- 1988 Home Schooling & the New Code of Canon Law (Brownson studies) (anglicky) [Domácí vzdělávání a nový kodex kanonického práva (Brownsonovy studie)]
- 1997 100 Answers to Your Questions on Annulments (a Basilica Press "Modern Apologetics" Book) (anglicky) [100 odpovědí na vaše otázky o zrušení manželství]
- 2000 Tabulae congruentiae inter Codicem iuris canonici et versiones anteriores canonum (anglicky) [Srovnávací tabulky mezi Codicem iuris canonici a předchozími verzemi kanonických zákonů]
- 2001 The 1917 or Pio-Benedictine Code of Canon Law: in English Translation with Extensive Scholarly Apparatus (anglicky) [Kodex kanonického práva z roku 1917 neboli Pio-Benediktinský kodex kanonického práva: v anglickém překladu s rozsáhlým vědeckým aparátem]
- 2004 Annulments and the Catholic Church (anglicky) [Anulace a katolická církev]
- 2005 Incrementa in progressu 1983 Codicis iuris canonici
- 2006 Excommunication and the Catholic Church (anglicky) [Exkomunikace a katolická církev]
- 2008 A Modern Guide to Indulgences (anglicky) [Moderní průvodce odpustkami]